# 中国旌节花
中国旌节花（学名：Stachyurus chinensis），又名短穗旌節花，为旌节花科旌节花属下的一种落葉灌木，高二至四米。葉互生，呈卵形，紙質。穗狀花序腋生，在長出葉子之前開放，花黃色，果實圓球形。花期3-4月，果期5-7月。